# Faig austral
Nothofagus (faig austral) és un gènere compost per 35 espècies arbòries pròpies dels climes temperats oceànics fins a subtropicals de l'hemisferi austral. Es troba doncs a Sud-amèrica (Xile i Argentina) i Oceania (Austràlia, Tasmània, Nova Zelanda, Nova Guinea i Nova Caledònia).
Forma una família pròpia (Nothofagaceae), tot i que en el passat va ser inclosa a la família de les fagàcies. Estudis filogenètics han demostrat però que es tracta de famílies distintes.
Les fulles d'aquests arbres poden ser dentades o enteres, perennifòlies o caducifòlies. Els seus fruits són petites i aplanades núcules, reunides en grups de 6 o 7 dins d'una cúpula.

## Taxonomia
Sect. Brassospora (tipus Nothofagus brassi)
- Nothofagus aequilateralis (Nova Caledònia)
- Nothofagus balansae (Nova Caledònia)
- Nothofagus baumanniae (Nova Caledònia)
- Nothofagus brassii (Nova Guinea)
- Nothofagus carrii (Nova Guinea)
- Nothofagus codonandra (Nova Caledònia)
- Nothofagus crenata (Nova Guinea)
- Nothofagus discoidea (Nova Caledònia)
- Nothofagus flaviramea (Nova Guinea)
- Nothofagus grandis (Nova Guinea)
- Nothofagus nuda (Nova Guinea)
- Nothofagus perryi (Nova Guinea)
- Nothofagus pseudoresinosa (Nova Guinea)
- Nothofagus pullei (Nova Guinea)
- Nothofagus resinosa (Nova Guinea)
- Nothofagus rubra (Nova Guinea)
- Nothofagus starkenborghii (Nova Guinea)
- Nothofagus stylosa (Nova Guinea)
- Nothofagus womersleyi (Nova Guinea)

Sect. Fuscospora (tipus Nothofagus fusca)
- Nothofagus alessandri (Xile central)
- Nothofagus fusca (Nova Zelanda)
- Nothofagus gunnii (Austràlia: Tasmània)
- Nothofagus solandri (Nova Zelanda)
- Nothofagus truncata (Nova Zelanda)

Sect. Lophozonia (tipus Nothofagus menziesii)
- Nothofagus alpina (Xile central)
- Nothofagus cunninghamii (Austràlia: Victòria, Nova Gal·les del Sud, Tasmània)
- Nothofagus glauca (Xile central)
- Nothofagus macrocarpa (Xile central)
- Nothofagus menziesii (Nova Zelanda)
- Nothofagus moorei (Austràlia: Nova Gal·les del Sud)
- Nothofagus obliqua (Sud-amèrica)

Sect. Nothofagus (tipus Nothofagus antarctica)
- Nothofagus antarctica (Sud-amèrica)
- Nothofagus betuloides (Sud-amèrica)
- Nothofagus dombeyi (Xile central i Patagònia andina)
- Nothofagus nitida (Sud-amèrica)
- Nothofagus pumilio (Sud-amèrica)